# Superman 3
Superman 3 je fantazijski film iz leta 1983, posnet po stripovskem junaku iz stripa DS Comics, ki sta ga leta 1932 ustvarila američan Jerry Siegel in kanadčan Joel Schuster. Režiral Richard Lester glavno vlogo pa je imel Christopher Reeve. To je tretji od štirih v seriji filmov o Supermanu. Bil je tudi manjuspešen od prvih dveh delov a še vedno največji zaslužkar med filmi v letu 1983. Veliko ljubiteljev se je pritoževalo da je film preveč komičen, da so bili njegoci nasprotniki prešibki in da je bil Superman zasenčen iz strani Richard Pryora. Producent Ilya Salkind je sprva hotel vkjučiti naslednje like: (»Pametnjakovič«, »Gospod Mxyzptlk« in »Superdekle«) a to Warner Bros.-u nibilo všeč.